# Tielmes
Tielmes est une commune de la communauté de Madrid, en Espagne.